# Recombinase Polymerase Amplification
Die Recombinase Polymerase Amplification (RPA, engl. für ‚Rekombinase-Polymerase-Amplifikation‘) ist eine Methode zur Amplifikation (Vervielfältigung) von DNA. Sie ist eine Variante der isothermalen DNA-Amplifikation.

## Eigenschaften
Die Recombinase Polymerase Amplification verwendet eine Rekombinase, ein Einzelstrang-bindendes Protein und eine strangversetzende DNA-Polymerase. Die Rekombinase verstärkt die Bindung eines Primers mit einer Länge von 30 bis 38 Nukleotiden. Durch die Verwendung einer strangversetzenden DNA-Polymerase kann die Reaktion bei einer konstanten Temperatur von 37 bis 42 °C erfolgen, bei Raumtemperatur verläuft die Reaktion etwas langsamer. Die Reaktion läuft auch ohne Geräte durch Aufbewahrung des Reaktionsgefäßes in der Achsel. Analog zur RT-PCR kann durch Zusatz einer reversen Transkriptase eine reverse Transkription durchgeführt werden. Analog zur qPCR kann die entstehende DNA quantifiziert werden. Analog zur Multiplex-PCR können mehrere DNA-Sequenzen parallel amplifiziert werden.
Alternative Methoden zur Amplifikation von DNA sind z. B. die Polymerasekettenreaktion, die multidisplacement Amplification, die isothermal Assembly, die Loop-mediated Isothermal Amplification (LAMP), nucleic acid sequence-based amplification (NASBA), die Helicase-dependent Amplification (HDA), die Nicking Enzyme Amplification Reaction (NEAR), die rolling circle replication (RCA). Weitere Nachweisverfahren sind z. B. die nicking endonuclease signal amplification (NESA) und nicking endonuclease assisted nanoparticle activation (NENNA), exonuclease-aided target recycling, junction or Y-probes, split DNAZyme und deoxyribozyme amplification (diese beiden letzteren Methoden nutzen DNAzyme alias Desoxyribozyme), nicht-kovalente DNA-Katalysen und die hybridization chain reaction (HCR).